# Sangharakshita

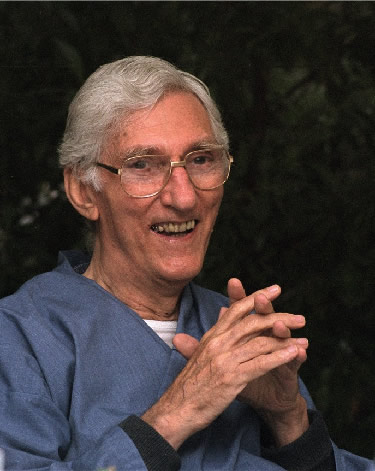
Sangharakshita 2002

Sangharakshita (geboren als Dennis Philip Edward Lingwood; geb. 26. August 1925 in Tooting, London; gest. 30. Oktober 2018 in Hereford) war der Gründer des Western Buddhist Order und der Friends of the Western Buddhist Order (in Deutschland: Freunde des Westlichen Buddhistischen Ordens)(FWBO). Er war Schriftsteller und Redner auf dem Gebiet der buddhistischen Lehre, besonders zum Thema Buddhismus im Westen.

## Biographie

### Kindheit und Jugend
Sangharakshita wurde 1925 als Dennis Lingwood geboren. Während seiner Kindheit war er durch eine Krankheit für zwei Jahre an das Bett gefesselt. In dieser Zeit hat er enorme Mengen an Literatur gelesen und wurde vertraut mit Kunst, Kultur und Philosophie. Im Alter von 16 Jahren las er eine Ausgabe des Diamant-Sutra und hatte mystische Erfahrungen, welche ihn erkennen ließen, dass er ein Buddhist war und schon immer gewesen ist. Während des Zweiten Weltkrieges wurde er nach Indien versetzt, und nach dem Krieg blieb er dort, um als Bhikkhu ordiniert zu werden.

### Indien
Während er auf seine Entlassung aus der Armee nach dem Zweiten Weltkrieg wartete, entschied sich Sangharakshita, in Indien zu bleiben. Er trennte sich von seinen Besitztümern und verbrannte seine Papiere. In den nächsten zwei Jahren wanderte er mit einem Begleiter durch Indien, vor allem im Süden des Landes. Sie lebten von Almosen und übten sich in Meditation. In dieser Zeit traf Sangharakshita einige sehr bekannte Hindu-Lehrer, auch Ramana Maharshi. Er machte ebenso Bekanntschaft mit der Mahabodhi Society. Am Ende dieser Zeit der Wanderschaft entschloss sich Sangharakshita, eine Ordination als buddhistischer Mönch anzustreben. An diesem Punkt nahmen er und sein Begleiter einen Zug nach Delhi und machten sich so auf den Weg nach Sarnath. Die Mönche dort waren argwöhnisch gegenüber diesem wild aussehenden Paar, das aus dem Nirgendwo kam, und verweigerten ihnen die Ordination. Sie reisten dann zu Fuß in der heißesten Zeit des Jahres nach Kushinara weiter, wo ihnen beiden die Shramana- oder Novizen-Ordination durch den Burmesischen Mönch U Chandramani gegeben wurde. Obwohl sie ordiniert wurden, betonten U Chandramani und die anderen Mönche in Kushinara, dass sie keine weitere Unterstützung geben könnten, und regten den Kontakt zu Bhikkhu Jagdish Kashyap in Benares an. Kasyap, Professor für Pali an der Benares Hindu Universität, hieß Sangharakshita willkommen, und er blieb, um für acht Monate zu studieren: Pali, Abhidhamma, und Buddhistische Philosophie. Am Ende dieser Zeit reisten Sangharakshita und Kashyap in die Region von Darjeeling. Kashyap überdachte seine eigene Zukunft und plante, die Universität zu verlassen. Als Konsequenz daraus verließ er Sangharakshita ohne weitere Umstände in der Stadt Kalimpong mit der Anweisung an ihn, zum Wohle des Buddhismus zu arbeiten. Kalimpong war für 14 Jahre Sangharakshitas Heimatort, bis er dann in den 1960er Jahren nach England zurückkehrte.
Während dieser Zeit in Indien traf Sangharakshita viele bemerkenswerte spirituelle Lehrer, und obwohl er noch vor wenigen Monaten in der Theravada-Tradition ordiniert worden war, war er immer offen für andere Schulen des Buddhismus. Besonders wurde Sangharakshita durch Lehrer des Tibetischen Buddhismus beeinflusst, welche nach der chinesischen Invasion in den 1950er Jahren aus Tibet flohen. Vielleicht den größten Einfluss übte Dhardo Rimpoche auf ihn aus, ein inkarnierter Lama, von dem ähnlich wie beim Dalai Lama gesagt wird, dass er wieder und wieder geboren wird, aus Mitgefühl zu allen Wesen. Dhardo Rimpoche war sowohl Freund als auch Lehrer für Sangharakshita, und er gab ihm die Bodhisattva-Ordination – welche eine Reihe von Gelöbnissen beinhaltet, die zur Befreiung aller Wesen verpflichten: Erlösung von allen Leiden, so viele Leben es auch dauern mag und was immer dafür nötig ist. C. M. Chen hatte ebenso einen starken Einfluss auf Sangharakshita, er lehrte ihn Chan- und Vajrayana-Praktiken.

### Rückkehr in den Westen
In der Mitte der 1960er Jahre erhielt Sangharakshita eine Einladung nach England, um dort bei einem Disput zu helfen, der in der Hampstead Buddhist Vihara aufgekommen war. Sangharakshitas ökumenische Einstellung, welche viele Stränge der buddhistischen Tradition umfasste, stand im Kontrast zum strikten Theravada-Stil des Buddhismus im Vihara. Dadurch machte er sich dort sowohl Freunde als auch Feinde. Es wurde für ihn offensichtlich, dass es ein Verlangen und ein Bedürfnis nach der buddhistischen Lehre in England gab, und Sangharakshita entschied sich, in England zu bleiben. Nachdem er für eine Abschiedsreise nach Indien abgereist war, erhielt er dort einen Brief mit dem Hinweis, dass er nicht länger im Hampstead Vihara willkommen sei und dass er nicht zurückkehren solle. Es schien, dass die Leitung des Viharas wegen seiner Einstellung unzufrieden war, aber sie waren wohl auch durch das Gerücht beeinflusst, dass Sangharakshitas Freundschaft mit Terry Delamare eine sexuelle Beziehung sei.
Nach Beratungen mit Freunden und Lehrern in Indien, besonders mit Dhardo Rinpoche, entschied sich Sangharakshita, doch nach England zurückzukehren und dort eine neue buddhistische Bewegung zu gründen. So gründete er dann 1967 die Friends of the Western Buddhist Order (in Deutschland: Freunde des Westlichen Buddhistischen Ordens). Der Western Buddhist Order wurde ein Jahr später gegründet, als Sangharakshita die ersten Männer und Frauen ordinierte.
Der erste Standort der neuen Bewegung war ein Geschäftsraum im Kellergeschoss in der Monmouth Street in London, wo Sangharakshita nicht nur die Meditationen leitete und Vorträge hielt, sondern auch die Kissen verteilte, den Tee zubereitete und hinterher reinigte.
Die FWBO und die WBO bemühen sich, den Buddhismus in einen westlichen Kontext zu bringen ohne das Sektierertum, das den Buddhismus im Osten zu charakterisieren scheint. Die FWBO wachsen zurzeit zu einer internationalen Bewegung. Deutsche FWBO-Zentren gibt es derzeit in Berlin, Essen, Frankfurt am Main/Wiesbaden, Hamburg und Minden.
Er starb im Alter von 93 Jahren nach kurzer Krankheit in Hereford, UK.

## Sangharakshitas Lehrer
- Bhikkhu Jagdish Kashyap:  Bei ihm studierte Sangharakshita Pali und buddhistische Philosophie. Kashyapji brachte Sangharakshita nach Kalimpong und bat ihn zu bleiben, um für den Dharma zu arbeiten.
- C. M. Chen (1906–1987): aka Yogi Chen, ein Einsiedler und Meditierender, welcher Sangharakshita in Meditation unterrichtete.
- Dhardo Rinpoche:  Inkarnierter Lama aus Tibet.
- Chetul Sangye Dorje
- Kachu Rinpoche
- Dudjom Rinpoche
- Dilgo Khyentse Rinpoche
- Jamyang Khyentse Rinpoche

## Wesentliche Lehren
Sangharakshitas Lehre ist eine Mischung aus Konservatismus und Radikalität. Er betont die grundlegenden buddhistischen Lehren, wie zum Beispiel das Abhängige Entstehen und die Vier Edlen Wahrheiten, während er Lehren verwirft, die er für nicht länger relevant hält. Sangharakshita wurde ordiniert als Theravada Bhikkhu, erhielt aber tantrische Initiationen von Tibetischen Lamas.
Die Zufluchtnahme ist der wesentliche Schlüssel zum Denken Sangharakshitas über den Dharma. Er sieht die Zufluchtnahme als wesentlichen Akt, um Buddhist zu werden oder zu sein. Als Antwort auf das Leiden und das Unbefriedigtsein suchen wir Zuflucht an verschiedenen Orten: Beziehungen, Sex, Schokolade, materielle Dinge. Die einzig wahre Zuflucht gemäß dem Buddhismus sind die Drei Juwelen: Der Buddha, der Dharma und der Sangha. Ein Buddhist ist jemand, der die Zuflucht zu den Drei Juwelen nimmt.
Man kann die Entwicklung seines Denkens anhand seiner Schriften verfolgen. In A Survey of Buddhism zum Beispiel legt Sangharakshita nahe, dass es das Bodhisattva-Ideal ist, das als verbindender Faktor alle verschiedenen Linien des Buddhismus zusammenbringt. Einige Jahre später, zu der Zeit als Three Jewels veröffentlicht wird, hat sich das geändert und die Zufluchtnahme wurde das zentrale Thema. Sangharakshita schildert die Entwicklung seines Denkens in A History of My Going For Refuge. Er sieht diese Wiederbetonung der Zufluchtnahme als eine erneute Hervorhebung dessen, was ursprünglich vom Buddhismus beabsichtigt wurde.
Die Zufluchtnahme hat in Sangharakshitas Denken verschiedene hierarchische Stufen: Ethnische Zufluchtnahme hat jemand genommen, der in eine buddhistische Kultur hineingeboren wurde und mehr aus Gründen der soziologischen Konditionierung praktiziert, als aus persönlichem Engagement heraus. Hat man sich entschieden, sich persönlich zu engagieren, hat man eine Provisorische Zufluchtnahme genommen. Wenn die Zufluchtnahme für das eigene Leben dann zentral geworden ist, und die Verbindung sich in ethischen Verhalten manifestiert und in der Möglichkeit den Dharma effektiv zu praktizieren, nennt Sangharakshita das dann die Tatsächliche Zufluchtnahme. Jenseits dessen entsteht die Wahre Zufluchtnahme, welche mit dem Entstehen von Bodhicitta korrespondiert und die Kosmische Zufluchtnahme, welche mit dem Dharmakaya korrespondiert.
Ein anderer Schlüssel in Sangharakshitas Lehre ist die besondere Betonung der Freundschaft. Kalyana mitrata oder „spirituelle Freundschaft“ wird in den buddhistischen Schriften gerühmt, und Sangharakshita ermutigt seine Anhänger die Freundschaft als spirituelle Praxis zu entdecken. Es wird zum Beispiel gesagt, dass der von ihm gegründete Orden einfach ein Netzwerk von Freundschaften zwischen Menschen ist, die wirksam Zuflucht genommen haben.
Der Orden, den Sangharakshita gegründet hat, ist weder monastisch noch ein Laien-Orden, und dieser Aspekt seiner Lehre hat viel Widerspruch von traditionellen Buddhisten ausgelöst. Er wollte den Unterschied zwischen Laien und Mönchen und Nonnen gering halten, weil er während seiner Zeit in Indien beobachtet hat, dass viele Mönche nur oberflächlich praktizieren, während im Gegensatz dazu viele Laien sehr hingebungsvoll und effektiv praktizieren. Der Mahayana-Buddhismus hat in Texten wie dem Vimalakirti Nirdesha die Idee angegriffen, dass ausschließlich Mönche effektiv praktizieren können, so dass Sangharakshita mit dieser Annahme nicht allein ist. Trotzdem ist der von ihm gegründete Orden mit dieser Zentralität der Zufluchtnahme einzigartig. Weil die Mitglieder des Ordens nicht notwendigerweise zölibatär leben, werden sie von Mönchen und Nonnen traditioneller Orden in der Regel als Laien angesehen. Die meisten Ordensmitglieder betrachten sich selbst weder als Laien (da sie oft Vollzeit-Praktizierende sind), noch gänzlich als monastisch (da sie nicht den Regeln des Vinaya folgen).
Sangharakshita betont, dass der Buddha zwei verschiedene Arten von Bedingtem Entstehen lehrte. Die erste ist den meisten Buddhisten vertraut und besagt, dass Entstehen abhängig von Ursachen ist und wir zwischen solchen Stadien wie Geburt und Tod und Vergnügen und Schmerz pendeln. Aus dieser Perspektive bedeutet das Erreichen von Nirvana das Durchtrennen der Ursachen von Geburt und Tod.
Die zweite Art besagt, dass etwas in Abhängigkeit von Ursachen entsteht und das Entstehen in zunehmender Weise fortschreitet, so dass Leiden zu Vertrauen führt, Vertrauen zu Freude und so weiter.
Diese Lehre ist in verschiedenen Texten des Pali-Kanon vorhanden, wurde aber scheinbar von anderen Buddhisten weitgehend übersehen. Die Wichtigkeit dieser Lehre liegt darin, dass sie zeigt, dass Bedingtes Entstehen ein allumfassendes Modell der Wirklichkeit ist, sie beinhaltet sowohl die transzendente als auch die relative Welt.

## Kontroversen
Dennis Lingwood (Sangharakshita) wurde in mehreren Fällen sexueller Missbrauch von Schülern vorgeworfen. Mit Verweis auf "spirituelle
Freundschaft", "spirituellen Fortschritt" oder "Überwindung von Anhaftung an das andere Geschlecht", hätte er männliche Schüler zu sexuellen Handlungen mit ihm überredet. Inside Out South West interviewte im September 2016 drei frühere Mitglieder von Triratna (FWBO), die angaben, unter Druck zu sexuellen Aktivitäten mit Sangharakshita (Dennis Lingwood) gebracht worden zu sein.

## Schlüsselpublikationen

### Buddhismus Grundlagen
- A Survey of Buddhism (1957, 2001)
- The Three Jewels (1967, 1998)
- A Guide to the Buddhist Path (1990, 1996)

### Kommentare
- Wisdom Beyond Words: Sense and Non-sense in the Buddhist Prajnaparamita Tradition
- The Inconceivable Emancipation: Themes from the Vimalakirti Nirdesa
- The Drama of Cosmic Enlightenment: Parables, Myths, and Symbols of the White Lotus Sutra
- Know Your Mind: The Psychological Dimension of Ethics in Buddhism
- Living with Awareness: A Guide to the Satipatthana Sutta

### Erinnerungen
- The Rainbow Road: From Tooting Broadway to Kalimpong
- Facing Mount Kanchenjunga
- In the Sign of the Golden Wheel
- Moving Against the Stream: The Birth of a New Buddhist Movement
- The History of My Going for Refuge

### Anderes
- Complete Poems 1941–1994
- The Religion of Art
- Ambedkar and Buddhism
- Was the Buddha a Bhikkhu?